# Nueces County
Nueces County je okres ve státě Texas v USA. K roku 2010 zde žilo 340 223 obyvatel. Správním městem okresu je Corpus Christi, které je rovněž jeho největším městem. Celková rozloha okresu činí 3 020 km². Byl pojmenován podle řeky Nueces.